# 本駒込
本駒込（ほんこまごめ） は、東京都文京区の町名。現行行政地名は本駒込一丁目から本駒込六丁目。住居表示実施済区域。

## 地理
本駒込は文京区の北側に位置し、江戸時代諸藩の下屋敷や武家屋敷が置かれたことから、明治以降に政官財界人の邸宅が立つ地域となった。このため、今でも山手線内の高級住宅街として知られている。また、駒込富士神社や駒込天祖神社、武蔵野市の地名・吉祥寺のルーツである諏訪山吉祥寺をはじめとして由緒ある寺社が数多く点在し、東京の都心にありながら緑地に富んでいる。東京メトロ南北線の駅名で使用されているために知名度がある。
旧白山通りと本郷通り、不忍通りが交差する上富士前交差点を一帯とするエリア。JR山手線・駒込駅、東京メトロ・本駒込駅が最寄り駅となる。
本駒込を代表する名勝の六義園（国の特別名勝）は、徳川5代将軍・徳川綱吉の側用人・柳沢吉保（大老）の下屋敷に吉保自らが、和歌の世界を庭園で表現しようと設計した庭園といわれている。
明治期に岩崎弥太郎（三菱財閥の創業者）が購入し、後に東京都へ寄贈。枝垂桜でも有名。ライトアップされた景観は圧倒的。
周辺の本駒込六丁目は大和郷（やまとむら）という都内屈指の住宅街があり社団法人化した大和郷会という町会がある。初代名誉郷長に若槻禮次郎（第25代・第28代内閣総理大臣）が就任。また正田美智子（現：上皇后）が雙葉学園受験のため、俵孝太郎の旧宅に移り住んだことでも知られている。衆議院議員の鳩山邦夫や加藤高明（第24代内閣総理大臣）、幣原喜重郎（第44代内閣総理大臣）も居住していた。
不忍通り沿いには、オフィス棟と住宅棟を擁した文京グリーンコートが1998年に完成。商業施設・飲食店なども整備され、東京都心の利便性を保ちつつ歴史や自然が残されている。

### 地価
住宅地の地価は、2025年（令和7年）1月1日の公示地価によれば、本駒込1-20-13の地点で271万円/m2、本駒込5-22-2の地点で121万円/m2、本駒込6-8-23の地点で155万円/m2となっている。

## 歴史

### 住居表示実施前後の町名
駒込片町、駒込曙町、駒込富士前町、駒込上富士前町、駒込吉祥寺町、駒込浅嘉町、駒込動坂町、駒込神明町、小石川駕籠町などが合併されて誕生。
古くからの駒込が豊島区と文京区とに分断されており、旧本郷区にあったこの地は本郷の駒込ということで住居表示実施に伴う町名変更の際に本駒込となった。

### 縄文・弥生・古墳・江戸・明治時代
本駒込五丁目と豊島区駒込一丁目との境に広がる駒込一丁目遺跡からは、弥生時代後期の遺構が確認され、これまで20軒を超える竪穴建物が検出されている。同じく、本駒込五丁目の駒込富士神社の境内にある駒込富士は古墳時代の前方後円墳といわれている。全国古墳編年では6世紀（500年代）末の前方後円墳とされている。
本駒込三丁目の動坂遺跡は縄文時代の遺構の上に江戸時代の遺構が重なる複合遺跡である。縄文遺跡は縄文中期の集落だった。近くの西ヶ原でも旧石器時代の遺物や縄文集落が見つかっている。江戸時代の遺跡は、8代将軍徳川吉宗の鷹匠の屋敷跡だった。都立駒込病院には動坂貝塚記念碑がある。本駒込および文京・豊島周辺エリアは東京圏の歴史学上、非常に興味深いエリアともいえる。
駒込は日本武尊がその昔、東夷征伐の折、この界隈から軍馬を集めたところ、たちどころに千頭以上の軍馬が集まり、この様を見て「駒混みたり」と評され、素盞烏山（いるさやま）を「駒込林」と唱えたことから農民が住むようになり駒込村となる、との説があり、ルーツは日本の歴史の原点までさかのぼる。
本郷通りは江戸時代、日光御成道とも呼ばれ、徳川将軍家が日光東照宮に参拝する道として決められていた。本郷通りと上富士前交差点で交わる不忍通りが開通したのは明治以降。
本駒込三丁目には、明暦の大火と江戸大火によって移転してきた諏訪山吉祥寺があり、武蔵野市の吉祥寺の由来である。現在の吉祥寺は、諏訪山吉祥寺の門前で商売をしていた商人たちが武蔵野へ移り住んで興した町で、吉祥寺には寺が存在しない。幕末に幕臣として最後まで抵抗を続け、その後新政府の外交官・閣僚を歴任した榎本武揚の墓がある。
江戸時代（現：本駒込五丁目・駒込一丁目）にかけた場所は、旗本の本郷丹後守の屋敷跡で、1869年に維新の三傑木戸孝允が別宅とした。木戸が晩年病になり養生しているところへ明治天皇が2度に亙って見舞っている。戦前までは聖跡に指定され、行幸の碑がある。付近には木戸坂という坂がある。
今の街が形成された江戸・明治から時代を遡ってみると、駒込の地名は多数歴史に登場している。
駒込には富士講、鷹匠屋敷、名産の駒込茄子があり、江戸っ子の間で「駒込は一富士二鷹三茄子」と縁起の良い土地として語られた。

## 世帯数と人口
2025年（令和7年）3月1日現在（文京区発表）の世帯数と人口は以下の通りである。
| 丁目         | 世帯数     | 人口     |
| ------------ | ---------- | -------- |
| 本駒込一丁目 | 2,580世帯  | 4,833人  |
| 本駒込二丁目 | 2,846世帯  | 5,462人  |
| 本駒込三丁目 | 2,041世帯  | 3,575人  |
| 本駒込四丁目 | 2,181世帯  | 4,073人  |
| 本駒込五丁目 | 3,539世帯  | 6,482人  |
| 本駒込六丁目 | 2,067世帯  | 4,028人  |
| 計           | 15,254世帯 | 28,453人 |

### 人口の変遷
国勢調査による人口の推移。
| 年                 | 人口   |
| ------------------ | ------ |
| 1995年（平成7年）  | 21,485 |
| 2000年（平成12年） | 22,148 |
| 2005年（平成17年） | 23,169 |
| 2010年（平成22年） | 25,235 |
| 2015年（平成27年） | 26,640 |
| 2020年（令和2年）  | 28,453 |

### 世帯数の変遷
国勢調査による世帯数の推移。
| 年                 | 世帯数 |
| ------------------ | ------ |
| 1995年（平成7年）  | 9,684  |
| 2000年（平成12年） | 10,457 |
| 2005年（平成17年） | 11,262 |
| 2010年（平成22年） | 13,119 |
| 2015年（平成27年） | 13,940 |
| 2020年（令和2年）  | 15,074 |

## 学区
区立小・中学校に通う場合、学区は以下の通りとなる（2020年9月現在）。
| 丁目         | 番地 | 小学校               | 中学校             |
| ------------ | --- | -------------------- | ------------------ |
| 本駒込一丁目 | 1〜2番 3番10・21号（各一部） 3番11〜19号、5〜7番 8番1〜16・27〜28号 8番26号（一部） 20番5・7・10〜21号                                        | 文京区立駒本小学校   | 文京区立文林中学校 |
| 本駒込一丁目 | 3番2〜9・22号 3番10・21号（各一部） 4番、8番17〜25号 8番26号（一部） 9〜19番、20番8・9号 21〜28番                                             | 文京区立駒本小学校   | 文京区立第九中学校 |
| 本駒込二丁目 | 18番13〜17号 19番3〜4・6号 | 文京区立駒本小学校   | 文京区立第九中学校 |
| 本駒込二丁目 | 1〜17番、29番 | 文京区立駕籠町小学校 | 文京区立第九中学校 |
| 本駒込二丁目 | 18番2・10〜12号 18番18〜20号 19番1〜2・7〜8号 20〜28番                                                                                        | 文京区立昭和小学校   | 文京区立第九中学校 |
| 本駒込三丁目 | 23〜28番 29番5〜10・13号 30〜40番、41番1〜4号 41番5号（一部）                                                                                 | 文京区立昭和小学校   | 文京区立第九中学校 |
| 本駒込三丁目 | 10番1号（一部） 10番2〜8号、11〜12番 13番9〜13号 14番1〜3・14号 14番13号（一部） 19〜22番 29番1〜4・11〜12号                                  | 文京区立駒本小学校   | 文京区立第九中学校 |
| 本駒込三丁目 | 1〜9番 10番1号（一部） | 文京区立駒本小学校   | 文京区立文林中学校 |
| 本駒込三丁目 | 10番9〜23号、13番1〜8号 14番4〜12号 14番13号（一部） 15〜18番 41番5号（一部） 41番6〜14号                                                     | 文京区立千駄木小学校 | 文京区立文林中学校 |
| 本駒込四丁目 | 4〜11番、17〜25番 38〜43番 | 文京区立千駄木小学校 | 文京区立文林中学校 |
| 本駒込四丁目 | 1〜3番、12〜16番 26〜37番、44〜49番 | 文京区立昭和小学校   | 文京区立第九中学校 |
| 本駒込五丁目 | 全域 | 文京区立昭和小学校   | 文京区立第九中学校 |
| 本駒込六丁目 | 7番14・18号 8番14・16・18号 9番13・15・17〜19号 10番13・18号 11番12〜13・16号 12番12・14〜15号 13〜25番                                       | 文京区立昭和小学校   | 文京区立第九中学校 |
| 本駒込六丁目 | 1〜6番 7番1〜8・10〜12号 7番21〜22・24号 8番2・5〜11・19〜25号 9番2〜11・20〜25号 10番5〜12・19〜25号 11番1〜11・17〜23号 12番1〜10・16〜22号 | 文京区立駕籠町小学校 | 文京区立第九中学校 |

## 交通

### 鉄道
地内に鉄道駅はないが、本駒込駅（東京メトロ南北線、所在地は向丘）、駒込駅（JR東日本・東京メトロ南北線、所在地は豊島区駒込）、巣鴨駅（JR東日本・都営地下鉄三田線、所在地は豊島区巣鴨）、千石駅（都営地下鉄三田線、所在地は千石）が利用できる。

### 道路
- 不忍通り（東京都道437号秋葉原雑司ヶ谷線）
- 本郷通り（東京都道455号本郷赤羽線）
- 白山通り・旧白山通り（国道17号）

## 事業所
2021年（令和3年）現在の経済センサス調査による事業所数と従業員数は以下の通りである。
| 丁目         | 事業所数    | 従業員数 |
| ------------ | ----------- | -------- |
| 本駒込一丁目 | 146事業所   | 926人    |
| 本駒込二丁目 | 272事業所   | 7,307人  |
| 本駒込三丁目 | 144事業所   | 2,472人  |
| 本駒込四丁目 | 137事業所   | 690人    |
| 本駒込五丁目 | 206事業所   | 1,268人  |
| 本駒込六丁目 | 250事業所   | 2,938人  |
| 計           | 1,155事業所 | 15,601人 |

### 事業者数の変遷
経済センサスによる事業所数の推移。
| 年                 | 事業者数 |
| ------------------ | -------- |
| 2016年（平成28年） | 1,097    |
| 2021年（令和3年）  | 1,155    |

### 従業員数の変遷
経済センサスによる従業員数の推移。
| 年                 | 従業員数 |
| ------------------ | -------- |
| 2016年（平成28年） | 13,941   |
| 2021年（令和3年）  | 15,601   |

## 施設
- 六義園 - 元禄8年（1695年）、五代将軍の徳川綱吉から下屋敷として与えられた。当時の大老柳澤吉保が7年の歳月をかけて造園。回遊式築山泉水の大名庭園で小石川後楽園とともに江戸の二大庭園に数えられ現在は国の特別名勝となる。枝垂桜が有名。
- 駒込名主屋敷 - 駒込の名主を務めた高木家屋敷。現存の建物は享保2年（1717年）築。
- 動坂遺跡 - 本駒込三丁目。縄文時代の住居跡と土器等が出土。同じ場所で江戸時代の遺跡も発掘。8代将軍徳川吉宗の鷹匠の屋敷跡。
- 東洋文庫
- 東洋大学甫水会館
- 日本医師会館
- 駒込富士神社 - 毎年富士の山開き（6月30日～7月2日）には縁日が出る
- 駒込天祖神社 - 例大祭（9月中旬）
- 諏訪山吉祥寺
- 文京グリーンコート
- 駒込警察署
- 東京都立駒込病院 - 駒込ピペットの名は、当病院の院長であった二木謙三が考案したことに由来する。
- 龍光寺 - 小笠原氏、京極氏の菩提寺。山号は天澤山。
- 東京都立小石川中等教育学校
- 文京学院大学女子中学校・高等学校
- アジア文化会館 (ABK)
- 京北幼稚園

## 出身・ゆかりのある人物
- 高嶋米峰（仏教学者） - 東洋大学学長。
- 安井てつ（教育者） - 東京女子大学創立者。
- 池口慶三（薬学者、薬学博士） - 日本薬剤師会顧問。東京薬学専門学校長。自宅が駒込上富士前町。
- 岸田正記（不動産業、百貨店主、衆議院議員[16]） - 広島県出身で、東京の住所が駒込富士前町[16]。
- 星新一（SF作家）
- 角田晃広（笑いトリオ東京03のボケ担当）

## その他

### 日本郵便
- 郵便番号 : 113-0021[3]（集配局 : 本郷郵便局[17]）。